# Федеральный резервный банк Атланты
Федеральный резервный банк Атланты (англ. Federal Reserve Bank of Atlanta; Atlanta Fed) — один из 12 резервных банков США, входящих в Федеральную резервную систему. Расположен в центре Атланты, в штате Джорджия.

## Описание
Резервный банк Атланты является штаб-квартирой Шестого округа Федеральной резервной системы, который включает в себя штаты Алабама, Флорида, Джорджия, восточные две трети Теннесси, южные части Луизианы и Миссисипи. У Банка есть отделения в Бирмингеме, Джэксонвилле, Майами, Нашвилле и Новом Орлеане.

Карта Шестого округа ФРС с указанными на ней отделениями Банка

Президентом и главным исполнительным директором Банка Атланты с 5 июня 2017 года является Рафаэль Бостик.
С 2001 года Федеральный резервный банк Атланты находится по адресу 1000 Peachtree Street NE в центре Атланты. Проект здания был разработан архитектором Робертом Стерном. До 2001 года Банк располагался по адресу 104 Marietta Street NW, где сейчас находится Коллегия адвокатов Джорджии (англ. State Bar of Georgia).
В здании Банка расположен Денежный музей Атланты (англ. Atlanta Monetary Museum).